# Osmerus mordax
Osmerus mordax o eperlano americano es una especie de pez del género Osmerus, familia Osmeridae. Etimología: Osmerus: griego, osme = oloroso; similar a los pepinos recién cortados;  mordax: mordax que significa morder. Fue descrito por Micthill en 1814. Es de unos veinte centímetros de largo aproximadamente, su dorso es verdoso y de vientre blanco, con una banda plateada en los flancos y la mandíbula ligeramente prominente. Habita normalmente en el  Atlántico Norte, desde el lago Melville en Terranova y Labrador, Canadá hasta el río Delaware en Pensilvania, EE. UU. y al oeste a través de los Grandes Lagos y en los drenajes del Ártico y el Pacífico desde Bathurst Inlet, Territorios del Noroeste hasta la isla de Vancouver en la Columbia Británica, Canadá. También en algunos drenajes del Pacífico de Asia.